# Bathypera feminalba
Bathypera feminalba är en sjöpungsart som beskrevs av Young och Vazquez 1995. Bathypera feminalba ingår i släktet Bathypera och familjen lädermantlade sjöpungar. Inga underarter finns listade.